# Університетська вулиця (Житомир)
Університетська вулиця — вулиця у Корольовському районі міста Житомира.

## Розташування
Вулиця знаходиться в центральній частині міста, у Старому місті. Бере початок від Старого бульвару. Нумерація будинків починається з 34 номера, оскільки вулиця має спільну нумерацію з вулицею Віктора Косенка. Завершується перехрестям з вулицею Шевченка. Має перехрестя з вулицями Чорновола, Червоного Хреста, Коцюбинського.

## Історія
Вулиця виникла у другій половині ХІХ століття на вільних від забудови землях, відомих тоді за назвою Дівоче Поле відповідно до генеральних планів 1827—1859 років, якими передбачалася радіально-відцентрова система планування міста. Кінець вулиці формувався на ухилі в урочищі Поповка. У першій половині ХІХ століття вісь запроєктованої вулиці перетинала польова дорога, що з'єднувала Велику Бердичівську вулицю з монастирем сестер Шаріток.
У другій половині ХІХ століття новоутворена вулиця отримала назву Новожандармська та слугувала продовженням на південний схід Старожандармської вулиці (нині вулиця Віктора Косенка). Історична забудова вулиці переважно сформувалася до кінця ХІХ століття.
У 1899 році вулиці Старожандармська та Новожандармська об'єднані під назвою Пушкінська, на честь 100-річчя від дня народження російського поета Пушкіна О. С.
Сучасна забудова формувалася з 1950-х до 2000-х років. У 2006 році відкрито новозбудований навчальний корпус факультету лісового господарства та екології Житомирського агроекологічного університету на місці знесеної будівлі колишнього вищого початкового училища.
У вересні 1998 року вулицею почав курсувати тролейбус..
У 2023 році частина Пушкінської вулиці, що відповідає колишній Новожандармській вулиці перейменована на Університетську вулицю, оскільки до вулиці прилягають землекористування, навчальні корпуси та студентські гуртожитки Поліського національного університету, Житомирського державного університету ім. Івана Франка, Житомирської політехніки.

## Забудова

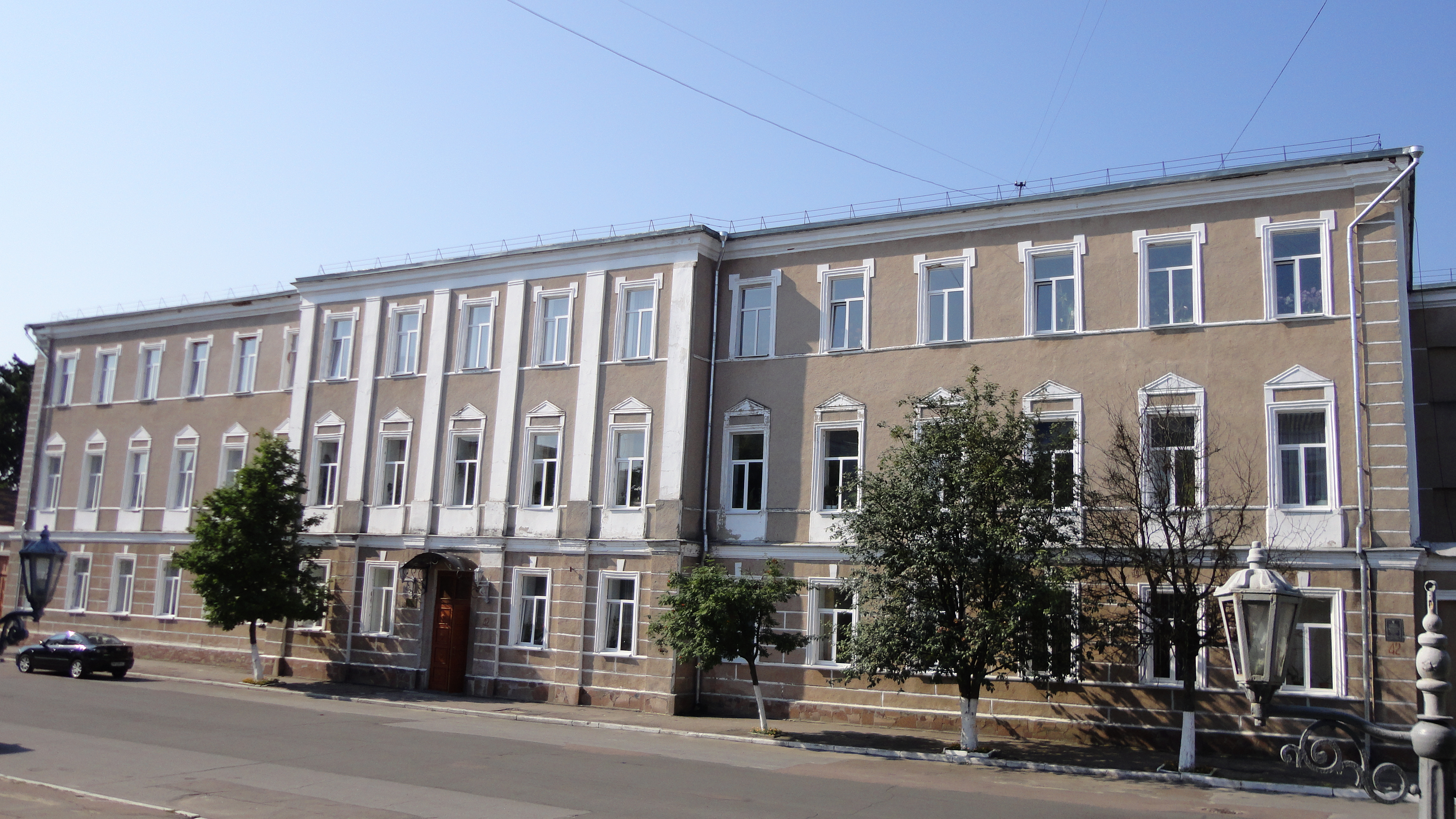
Природничий факультет Житомирського державного університету ім. І. Франка

Вагома частка житлової та громадської забудови вулиці представлена архітектурою другої половини ХІХ — початку ХХ століття.
Пам'ятки архітектури місцевого значення

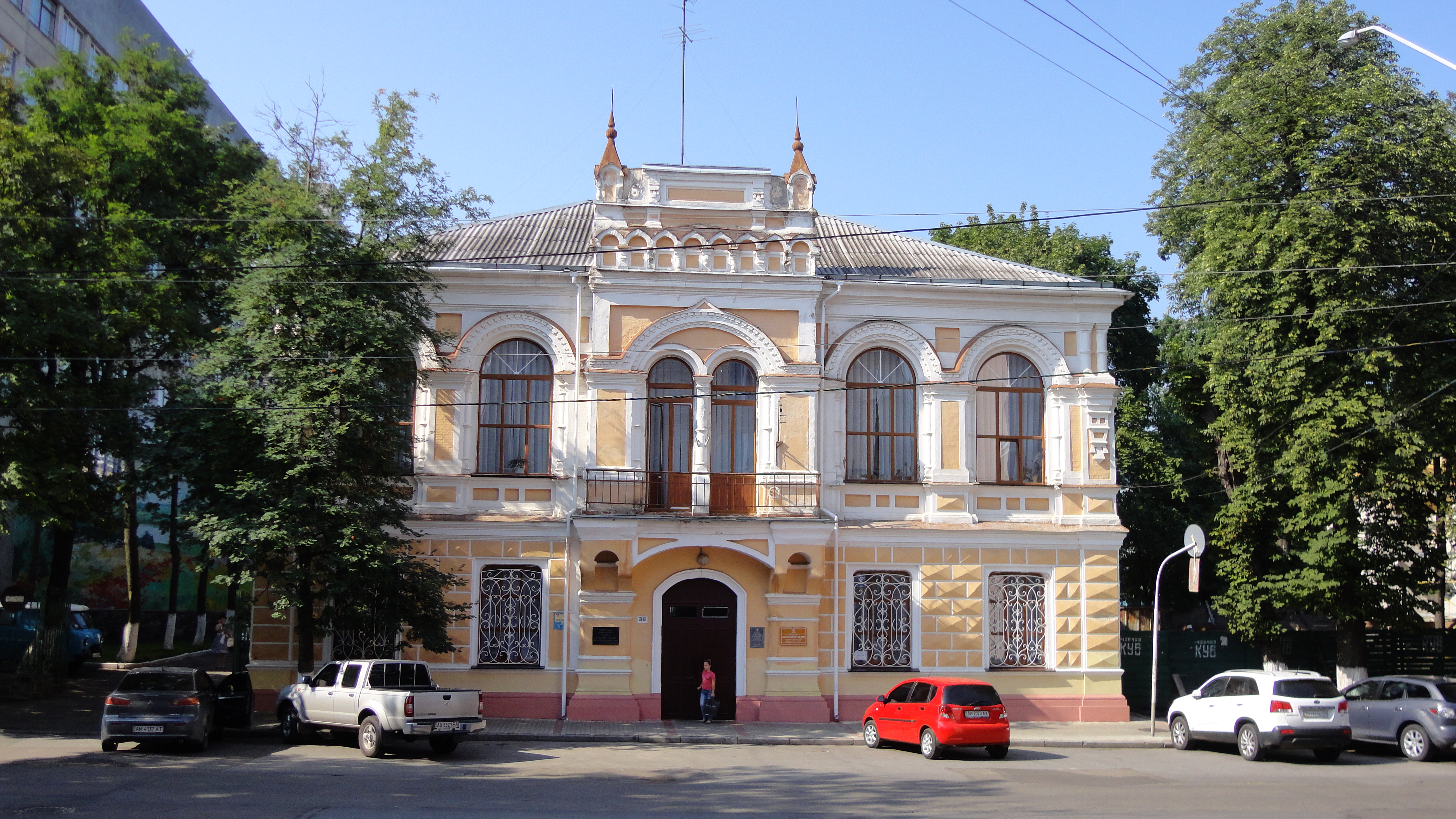
Обласна бібліотека для дітей, Житомир

- № 36 — будівля публічної бібліотеки, 1897 року. Нині Житомирська обласна бібліотека для дітей. Збудовано у 1897 році спеціально для Житомирської публічної бібліотеки. У цьому будинку, до якого вже у повоєнний час зробили прибудову західного крила, з 1937 року на базі публічної відкрилася обласна наукова бібліотека. З 1979 року, після переїзду обласної наукової бібліотеки у нове приміщення на Новому бульварі, 4, а до цієї будівлі переїхала обласна бібліотека для дітей.

- № 42 — будівля Другої чоловічої гімназії, 1882 року[7]. Нині природничий факультет Житомирського державного університету імені Івана Франка. У 1870 році на щойно заснованій Новожандармській вулиці було споруджено триповерховий будинок в стилі неокласицизму для першого в історії Житомира вузу — єврейського вчительського інституту. У будинку в різні роки діяли Друга чоловіча гімназія, Волинський політехнікум ім. Леніна, Житомирський хіміко-керамічний технікум, філія Промислової академії, технікум механічної обробки деревини. Тимчасово тут розміщувалися Житомирський державний педагогічний інститут ім. І. Франка (у перші повоєнні роки) та Житомирський загально-технічний факультет КПІ. З 1970 року тут знаходиться природничий факультет Житомирського державного університету імені Івана Франка.
- № 54 — прибутковий будинок Григорія Осипова, 1870-х років.